# Сколия шеститочечная
Сколия шеститочечная (Colpa sexmaculata) — вид крупной осы-сколии из рода Colpa (Scoliidae).

## Распространение
Ареал вида охватывает южную и юго-восточную Европу (включая также Крым, Турцию, Северный Кавказ, Закавказье).

## Описание
Крупного размера осы, длина около 2 см. Тело окрашено в чёрный цвет с жёлтыми отметинами, покрыто относительно длинными волосками. Усики самок состоят из 12, а самцов — из 13 члеников. В передних крыльях развиты вторя возвратная жилка и две замкнутые дискоидальные ячейки. Голова за глазами пунктированная (у близкого вида Colpa klugii темя почти гладкое), опушение брюшка белое (у Colpa klugii — желтоватое). Личинки эктопаразиты пластинчатоусых жуков (например, Melolontha hippocastani, Melolontha melolontha, Polyphylla fullo).
В Крыму зафиксировано питание взрослых ос на цветках Melilotus albus (Fabaceae), Eryngium maritimum (Apiaceae), Centaurea adpressa (Asteraceae), Marrubium peregrinum (Lamiaceae) и Cynanchum acutum (Apocynaceae).

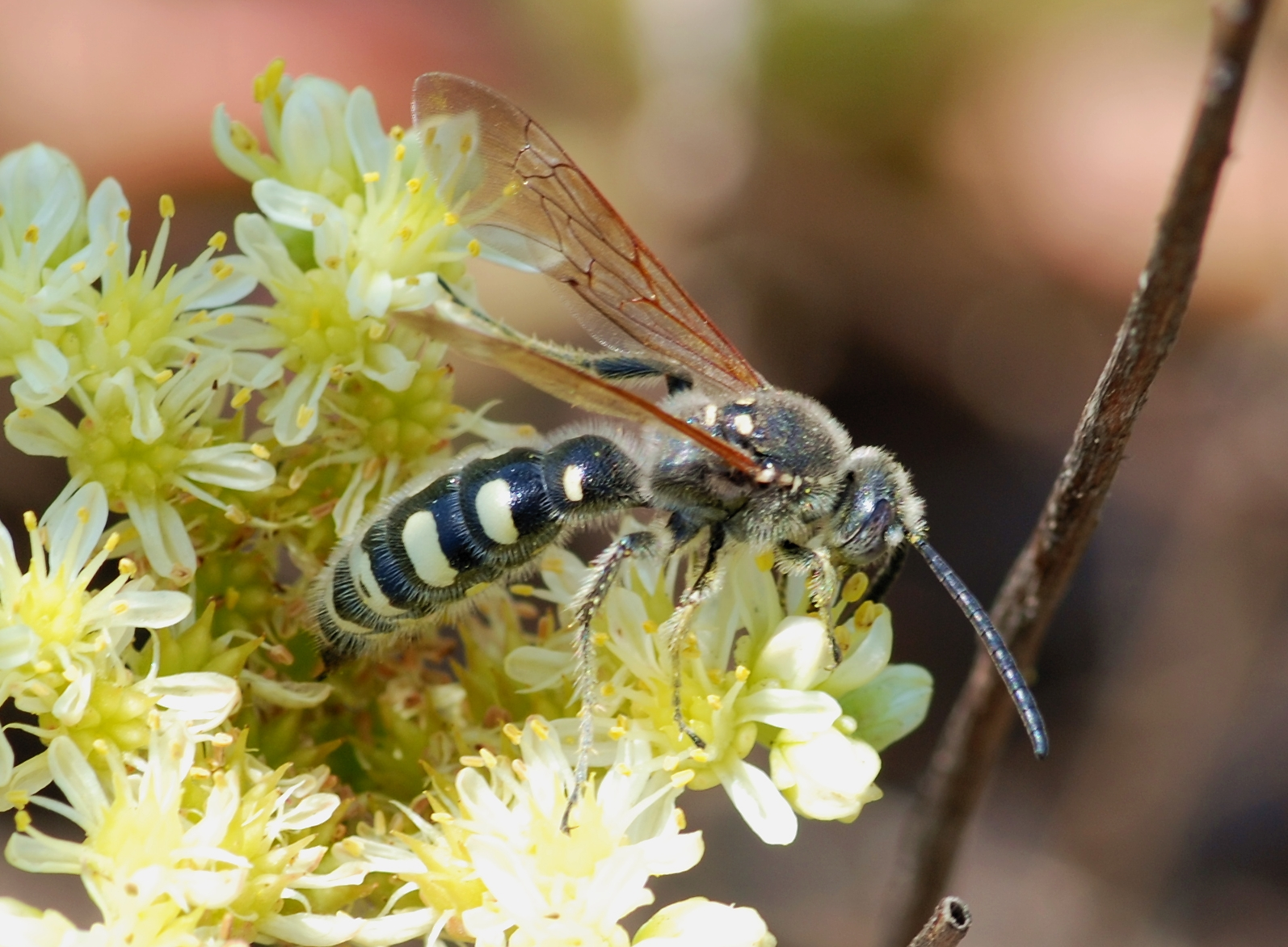
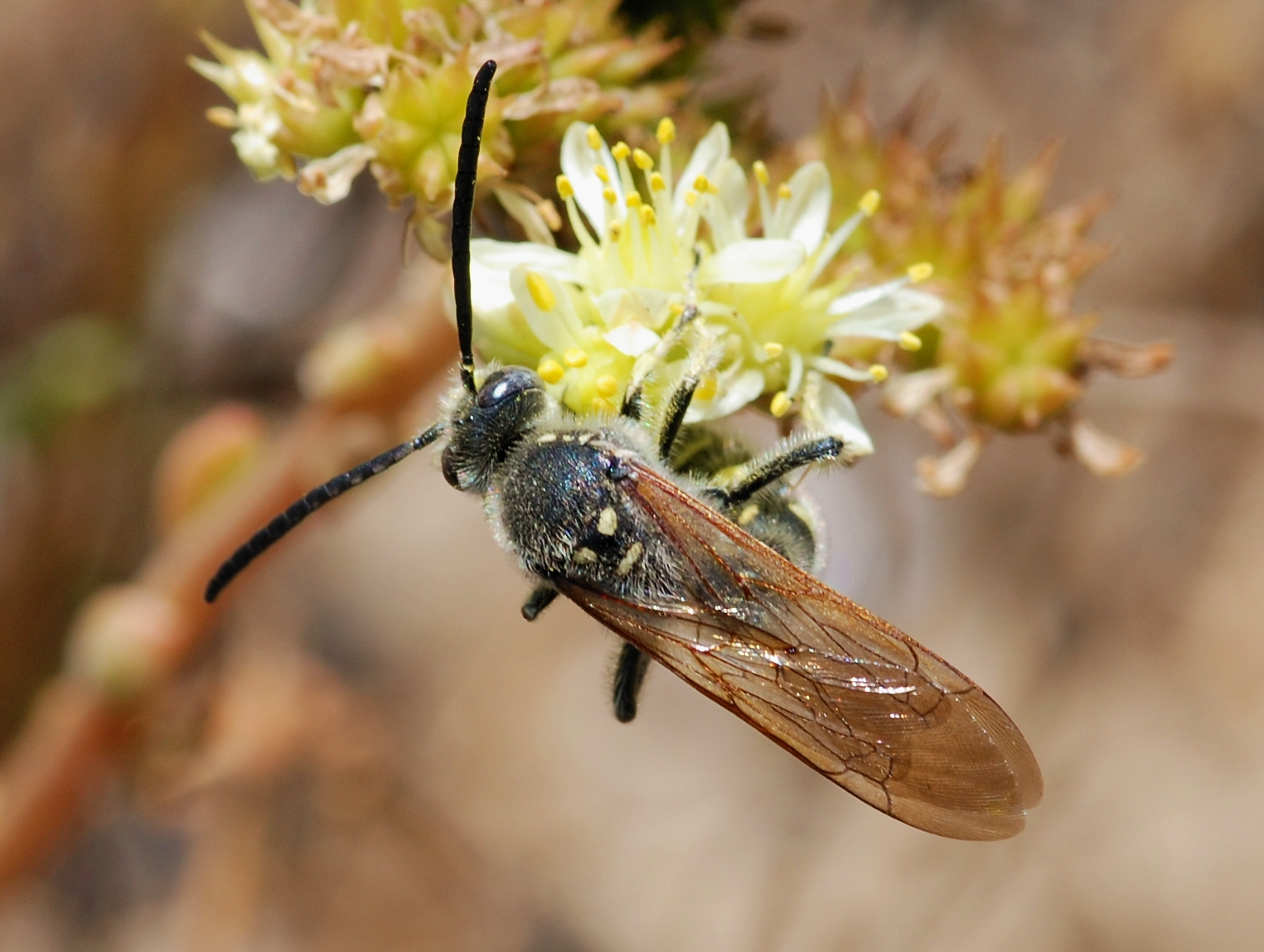
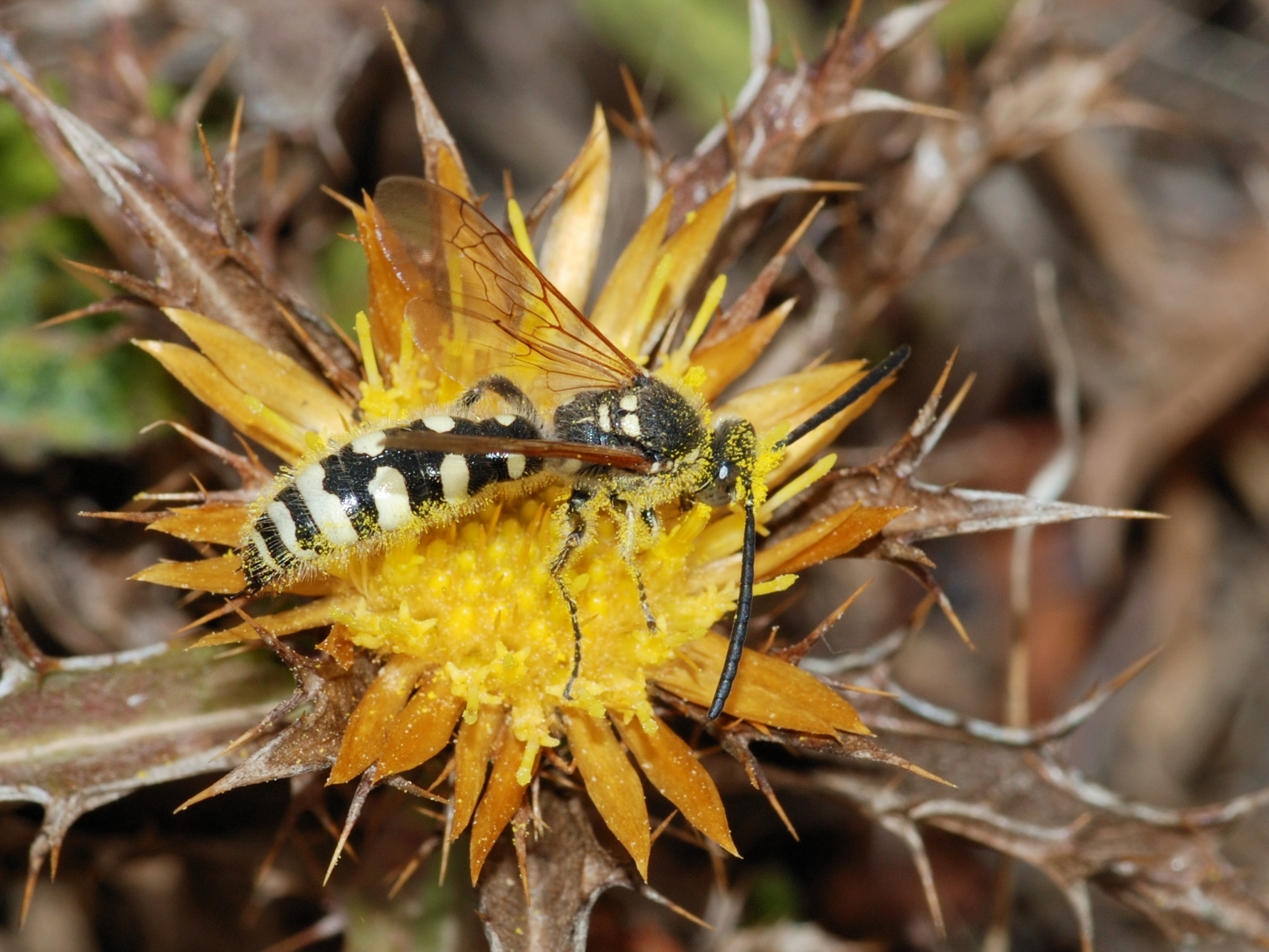

## Охрана
Занесен в Красные книги Ростовской, Белгородской и Воронежской областей.